# Carlo Carlone (Maler)
Carlo Innocenzo Carlone, auch Carlo Innocenzo Carloni, meistens genannt als Carlo Carlone, (* November 1686 in Scaria; † 17. Mai 1775 ebenda) war ein lombardischer Maler und Freskant.

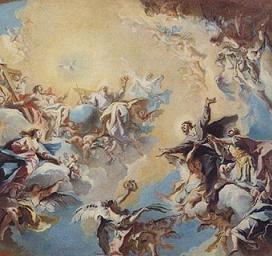
Carlo Innocenzo Carlone: Die Himmelfahrt der Heiligen Felix und Adauctus, Freskoentwurf für die Pfarrkirche von San Felice del Benaco

## Leben
Carlone entstammte der Künstlerfamilie Carlone. Er war ein Sohn des Baumeisters, Bildhauers und Stuckateurs Giovanni Battista Carlone, von dem er zunächst für eine Lehre als Bildhauer bestimmt wurde. Im Alter von zwölf Jahren wurde er nach Venedig zu dem Freskomaler Giulio Quaglio in die Ausbildung gegeben. Anschließend lernte er in Rom bei Francesco Trevisani und besuchte die
französische Akademie bei Charles-François Poërson. Er unterstützte Quaglia bei der Ausmalung des Domes von Laibach. Carlone arbeitete danach für einige Zeit in der Schweiz, in Süddeutschland und in Österreich. Er ist ein Wegbereiter des Rokoko mit seinen farbig bewegten Fresken und Altarbildern. Nachdem er in Deutschland und Österreich viele Werke geschaffen hatte, kehrte er in reiferen Jahren nach Oberitalien zurück, wo er noch eine große Anzahl von Arbeiten hervorbrachte. Er war Mitarbeiter des Malers Giovanni Pietro Scotti aus Laino.

## Werkverzeichnis

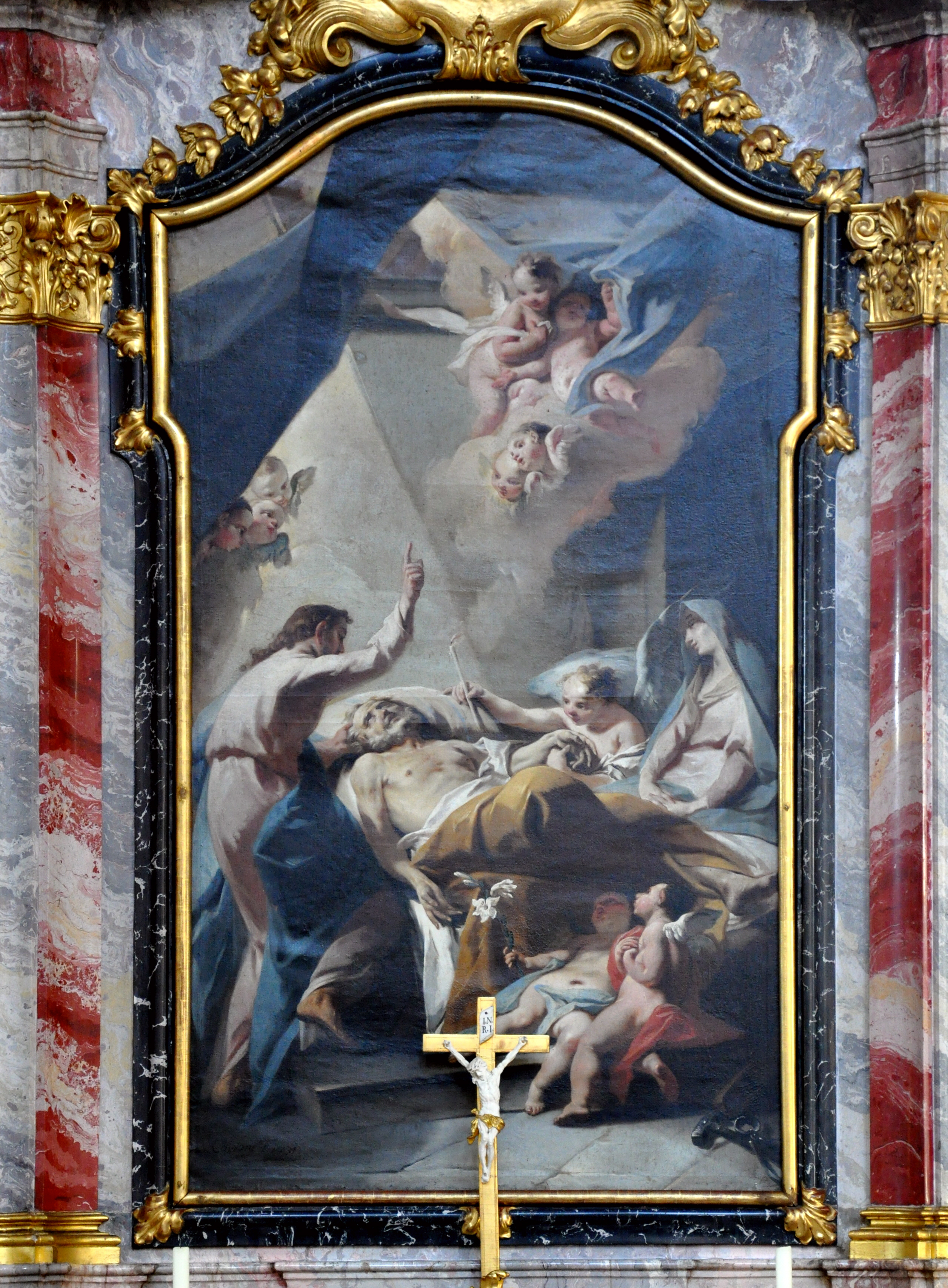
Basilika Weingarten: Tod des hl. Josef, 1731

Weingarten (Württemberg), Benediktinerkloster, Basilika St. Martin
- Das Altarblatt „Kreuzabnahme“ im südlichen Querschiff zeigt einen diagonalen Aufbau und wurde 1731 in leuchtenden Farben gemalt.
- Altarblatt „Tod des hl. Josef“, Stuckaltar im nördlichen Seitenschiff, erster Altar von Westen beginnend: ebenfalls von 1731.

Brühl, Schloss Augustusburg
- Um 1750 entstand im Treppenhaus das Fresko „Großmut und Großherzigkeit des Clemens August“ (Der Bauherr, der Kurfürst und Erzbischof von Köln, stammte aus dem Geschlecht der Wittelsbacher.) Das Fresko bildet mit dem Treppenhaus von Balthasar Neumann ein Raumkunstwerk von hoher Qualität. Im Gardensaal „Verherrlichung des Kaisertum Kaiser Karl VII.“, im Speise- und Musiksaal „Apoll und die Musen“ und in der Johannes-von-Nepomuk-Kapelle „Verherrlichung des Heiligen Johannes v. N.“ sowie Altarbild in Öl.

Schöneberg, Rheinprovinz (?)
- Ein Werk Carlo Carlones soll dort bestanden haben.

Wien, Palais Daun-Kinsky
- Deckenfresko im Stiegenhaus
- Mythologisch-allegorisches Deckenbild im großen Festsaal

Wien, Oberes Belvedere
- Deckengemälde des Marmorsaals
- Das Fresko „Allegorie des Ruhmes“ im großen Saal stammt wahrscheinlich von Carlo Carlone. (Aber: Reclams Kunstführer: „der Freskant ist unbekannt“!)
- Schlosskapelle: einige Fresken, um 1723

Ansbach, Bayern, Mittelfranken, Residenz
- Großer Saal: Deckenfresko mit der Glorifikation des Markgrafen Carl Wilhelm Friedrich, um 1735–36.

Pfarrkirche Groß-Siegharts, Niederösterreich
- Fresko über dem Orgelchor (Predigt Johannes des Täufers), 1727
- Fresko im Kuppeljoch (= Hl. Dreifaltigkeit und die Verklärung Mariens), 1727
- Fresko über dem Altar (Enthauptung des Johannes), 1727[3]
- Fresko in der Schlosskapelle, datiert mit 1717

Wallfahrtskirche Stadl-Paura, Oberösterreich, Pfarr- und Wallfahrtskirche zur Allerheiligsten Dreifaltigkeit
- Fresken: Die Figuren der Fresken sind von Carlo Carlone; die Scheinarchitektur malte Francesco Messenta.
- Altarbild der Kreuzabnahme am Gott-Sohn-Altar (1724)

Schloss Hof, Niederösterreich, nahe Gänserndorf
- Deckenfresko von 1725 im Kuppelgewölbe der Schlosskapelle

Linz

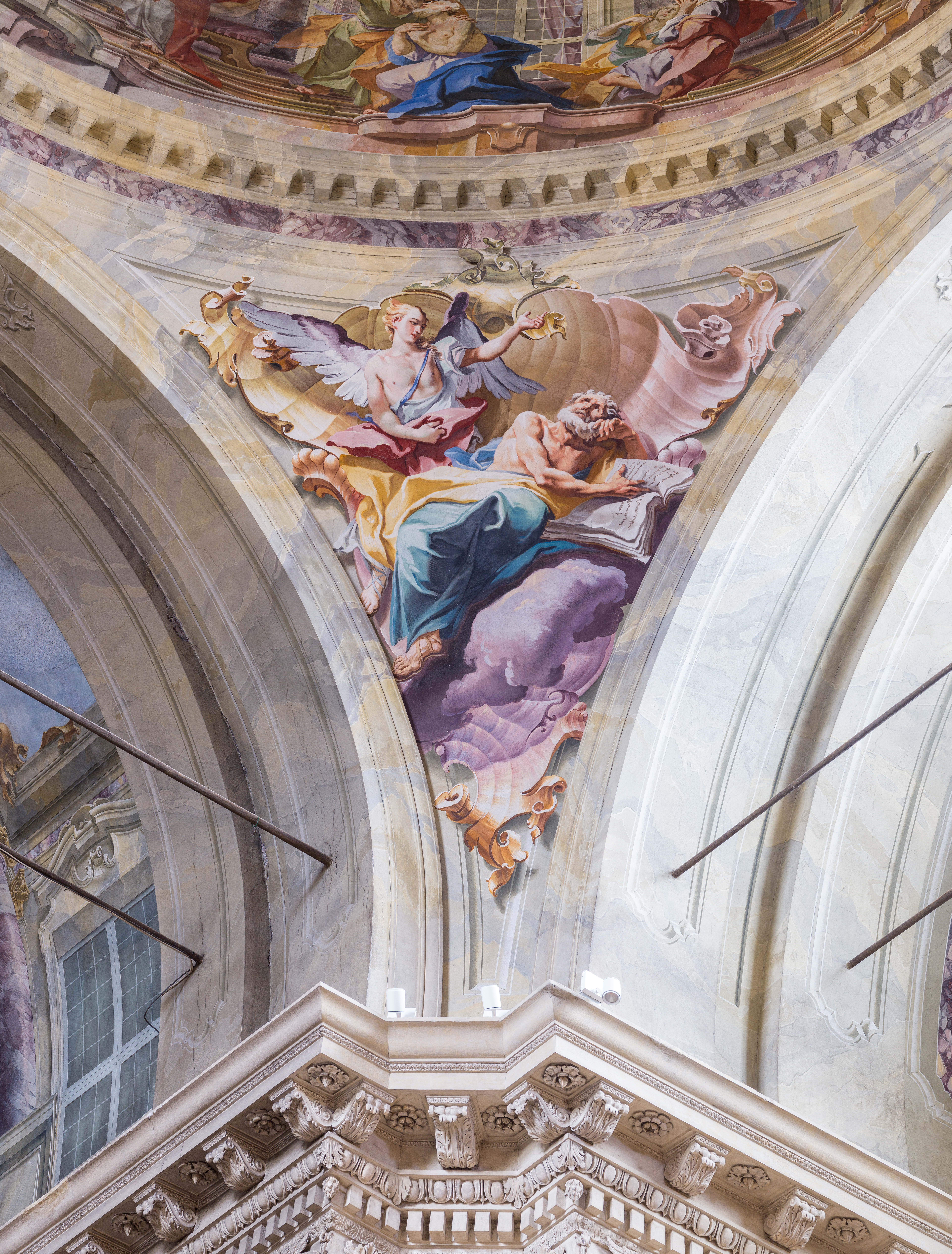
Pendentif in der Sant'Afra-Kirche in Brescia den Evangelisten Matteus darstellend

- Karmelitenkirche zum hl. Josef: das Annenaltarblatt (1712).
- Ursulinenkirche zum hl. Michael:[4]
- Rathaus:[4] Es wird ein großes Gemälde im Festsaal erwähnt, das Linz im Jahre 1742 zeigt;

Heimsheim, Baden-Württemberg, bei Weil der Stadt
- Schleglerschloss, Neues Schloss: Ausmalungen von 1729/1730.

Ludwigsburg, Württemberg, Residenzschloss
- Neues Corps de Logis, ovales Vestibül (= Eingangshalle vom Innenhof des Schlosses): das Deckengemälde entstand wohl von Carlo Carlones Hand um 1735. Es stellt die Huldigung der Künste dar. Das Figürliche, insbesondere die Hermenfiguren daselbst sind von Diego Carlone, einem Hauptvertreter der oberitalienischen Wanderkünstler.
- Hofkirche: Kuppelfresko (1719/20) mit der Glorie der Dreifaltigkeit und das Hochaltarbild (1720), ein Abendmahlsbild. Die figürlichen Stuckarbeiten in der Hofkirche teilten sich Diego Carlone und Ad. Casp. Seefried. Die Figuren von David und Salomo am Hochaltar sind von Diego Carlone.
- Das Deckengemälde der Ahnengalerie gilt als ein Hauptwerk von Carlo Carlone. Die Länge der Galeriedecke ist aufgeteilt in verschieden große Felder, mit allegorischen Darstellungen der antiken Mythologie. Das zentrale Deckenfeld zeigt das Leitthema: Die Wissenschaften und Künste verherrlichen den Herzog.

Einsiedeln, Klosterkirche
- Altarblätter des Benedikt- und Meinradaltars

Prag, Palais Clam-Gallas
- Fresko des Stiegenhauses, Aufenthaltsräume und Saale (1727–1729), Mitarbeiter Silvestro Fossati

Breslau
- Dom, Kapelle: Eine Arbeit von Carlo Carlone soll dort zu sehen sein.

Ellwangen, Kirche St. Vitus
- Ausschmückung des romanischen Innenraumes der Kirche St. Vitus

Como, San Francesco
- Fresken

Monza, Dom
- Fresken in der Cappella di Sant’Antonio Abate